# Brandenberger Tal

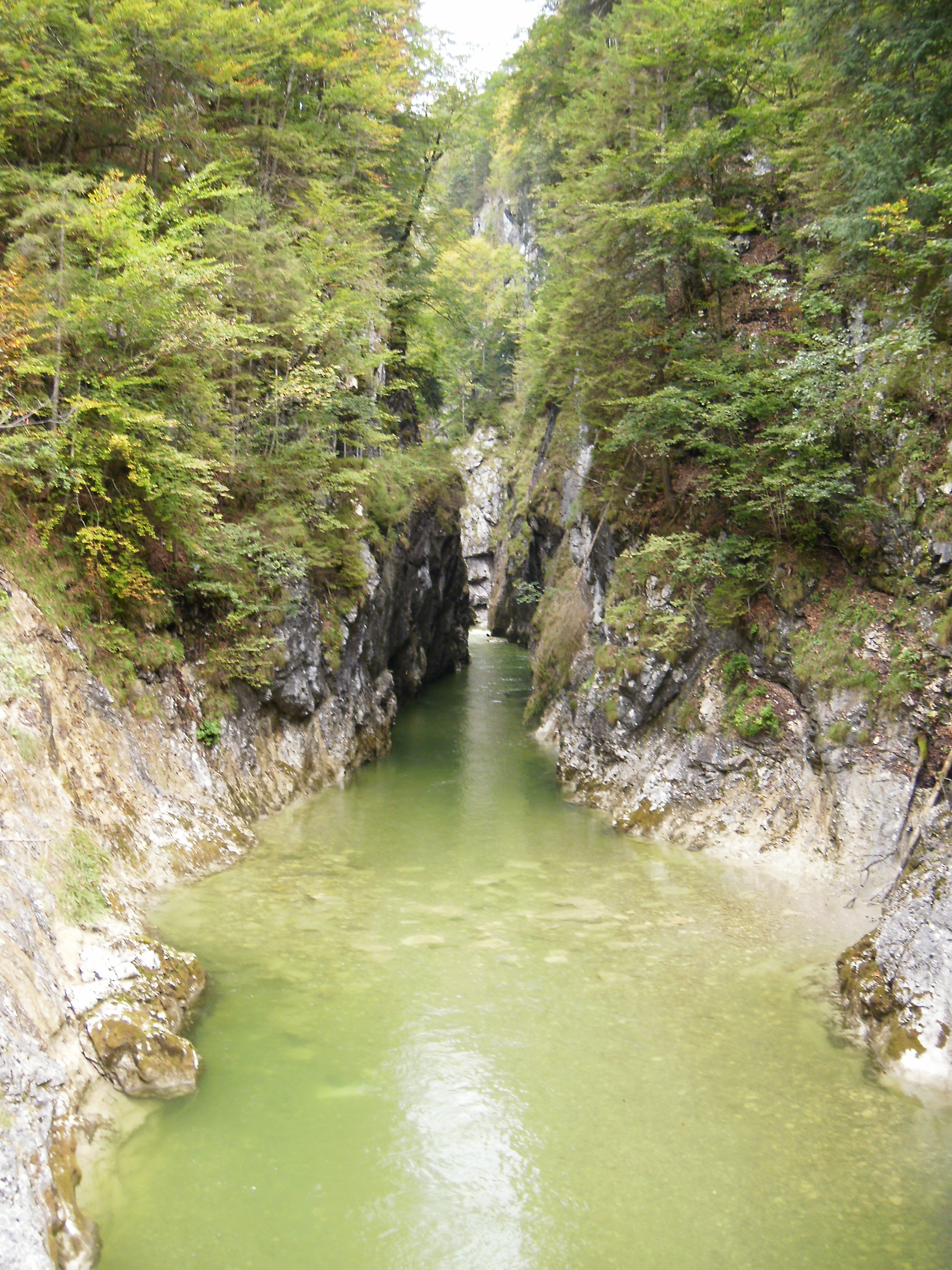
Kaiserklamm

Das Brandenberger Tal ist ein Seitental des Unterinntals in Tirol zwischen Sonnwendgebirge und Hinterem Sonnwendjoch, das bei Kramsach nach Norden abzweigt. Es wird von der Brandenberger Ache durchflossen, die kurz hinter der deutschen Grenze entspringt und bei Kramsach in den Inn mündet. 
Charakteristisch für das waldreiche Hochtal sind die vielen Klammen, wie die Kaiserklamm bei Aschau und die Tiefenbachklamm zwischen Brandenberg und Kramsach, die von der Brandenberger Ache tief eingeschnitten wurden.
Siedlungen finden sich nur in beckenartigen Erweiterungen (die Orte Aschau und Pinegg) und auf den Hangleisten im äußeren Talabschnitt (der Hauptort Brandenberg).
Das Tal war bis ins 20. Jahrhundert aufgrund des Waldreichtums ein Zentrum für die Holzwirtschaft, seitdem hat vor allem der Tourismus an Bedeutung gewonnen. Vom Mittelalter bis 1966 bestand auf der Brandenberger Ache eine der größten Holztriften Mitteleuropas, wovon heute noch die Erzherzog-Johann-Klause und Triftsteige in den Schluchten zeugen.